# Avenida Carnaval
Die Avenida Carnaval ist eine Straße in der mexikanischen Hafenstadt Mazatlán im Bundesstaat Sinaloa. Sie beginnt im Süden gegenüber dem Fährhafen Terminal de Transbordadores de Mazatlán, der einen Linienverkehr mit den Städten La Paz und Manzanillo unterhält, an der Calle Hilario Rodríguez Malpica und endet im Norden an der Calle Genaro Estrada.
Zwischen den Querstraßen Constitución und Libertad befinden sich die Plaza Machado und das Teatro Ángela Peralta.